# Daniel O'Sullivan (košarkaš)
Daniel (Dan) James O'Sullivan (1968.) je bivši američki košarkaš. Igrao je na mjestu centra. Visine je 210 cm. Igrao je u Euroligi sezone 1998./99. za talijanski Kinder iz Bologne. 
Igrao je američku sveučilišnu košarku na koledžu Fordham. Igrao je za momčad iz CBA Omaha Racers, a od 1990./91. do 1996. godine u NBA za Utah Jazz, New Jersey Netse, Milwaukee Buckse, Detroit Pistonse i Toronto Raptorse te Washington Bulletse. Poslije je igrao u Italiji i Grčkoj.